# رهام
رهام از پهلوانان ایرانی شاهنامه فردوسی، پسر گودرز* و نوه کشواد زرین کلاه و همچنین پدر فرهاد بود. او از شجاعان گیتی بود و در زمان کیخسرو جنگ‌های مردانه‌ای نمود. وی در جنگ‌هایی که با تورانیان و خاقان چین و جنگ‌هایی که به خونخواهی سیاوش برپا می‌شد، به فرماندهی گودرز، پدر خود، یا رستم شرکت می‌کرد.

## ریشه نام و رهام دیگر
در فارسی و شاهنامه با نام رهام و در زبان اوستایی رئوهوم یا رئوهائوم است. او همراه کاووس و دیگر پهلوانان به مازندران رفت و گرفتار شد تا رستم آنان را رهانید. در جنگ‌هایی هم که به خونخواهی سیاوش انجام شد حضور داشت. از کارهای مهم او کشتن بارمان تورانی در جنگ دوازده رخ است. 
در شاهنامه رُهام به همراه بسیاری دیگر از پهلوانان همانند برادرش گیو و برادر زاده‌اش بیژن پس از عروج کیخسرو به آسمان در توفان برف ناپدید می‌شود.
و همچنین نام سرپرست پیروز، پسر یزدگرد یکم که از خانواده مهران بود. بعد از مرگ یزدگرد وقتی که پسر بزرگ یزدگرد هرمز سوم در سال ۴۵۷ - ۴۵۹ م به تخت سلطنت نشست برادر کوچک هرمز یعنی پیروز یا فیروز به کمک ملازم و سرپرستش رهام در جنگی که بین دوبرادر در گرفت پس از اینکه هرمز سوم به دست رهام کشته شد که یکی دیگر از عوامل پیروزی برادر کوچتر مورد حمایت بودن وی از طرف موبدان و نجبا بود،پیروز اول در سال ۴۵۹ - ۴۸۳ م به تخت سلطنت تکیه زد لازم به ذکر است در مدت جنگ دو برادر مادرشان دینگ در تیسفون سلطنت می‌کرد. شخصیت‌های تاریخی دیگری هم در تاریخ با نام رهام ثبت شده‌اند.

## معنی واژه

### در فارسی
- رهام(roham): پرنده‌ای که شکار نشود، پرنده شکست ناپذیر (در فارسی).
- رهام(raham): رها، آزاد (منبع: لغتنامه دهخدا، منتهی الارب، ناظم الاطباء، آنندراج و از اقرب الموارد).
- رهام(roham): قطرات لطیف باران ، باران نم نم ، باران روشن ، لطافت باران (در عربی).

### در اوستایی
- شراب با شکوه.(در اوستایی) نظر به توصیف می دوستی رهام، نام وی مرکب از رئو (با شکوه در زبان اوستایی که از شاخهٔ شرقی زبانهای ایران باستان است) و هئومه یا هوم ویا هائوما *.(سپندترین و مقدس‌ترین گیاه نزد ایرانیان و هندوان باستان که از آن شراب مقدسی به همین نام می‌ساختند که پادشاهان هخامنشی در جشن مهرگان از آن می‌نوشیدند و برای غسل نوزادان در مراسم دین زرتشت از این شراب نیز استفاده می‌کردند، پیتمه هوم (هوم/سپیتمه جمشید/ پدر سپیتاک زرتشت/ داماد و ولیعهد آستیاگ) در پهلوی همان گودرز کشوادگان در شاهنامه فردوسی است. در شاهنامه فردوسی گودرز کشوادگان به ظن یا از روی اخبار اساطیری کهن صاحب درفش شیر نشان معرفی شده‌است.

رئو+هوم=رئوهام=رُهام
| به ترکی چوان ناله بشنید هوم   |  | پرستش رها کرد و بگذارد بوم |
| چنین گفت کاین ناله هنگام خواب |  | نباشد مگر بانگ افراسیاب    |

### درعربی
- (رُهام-Roham)عدد بسیار.
- (رهام-riham)در کشورهای عرب زبان اسمی شبیه همین اسم (رهام-Riham) ولی با تلفظ ریهام Reeham یا رهام reham است که در عربی 'ضوء المطر' یعنی 'باران روشن', و هچنین 'خفیف المطر' که به فارسی 'باران نم نم یا باران اسپری شده' معنا می‌دهد.که به هر حال تلفظشان نادرست است.

(منابع: لغت‌نامه دهخدا، منتهی الارب، ناظم الاطباء، آنندراج، اقرب الموارد، اوستا کهن‌ترین سرودهای ایرانیان جلیل دوست‌خواه)

## داستانهای رهام از شاهنامه

### ۱- پادشاهیکی کاووسو رفتن او بهجنگ مازندران
۱-رُهام، از پهلوانان ایرانی شاهنامه فردوسی از نسل کشوادیان یا گودرزیان است. رُهام پسر گودرز و نوه کشواد زرین کلاه و همچنین پدر فرهاد بود، وی از سرداران بهرام گور در جنگ با خاقان چین بود، و در جنگ‌هایی که با تورنیان و خاقان چین و جنگ‌های که به خونخواهی سیاوش به فرماندهی گودرز پدر خود یا رستم شرکت می‌کرد و از دوران کیکاووس تا اوائل پادشاهی لهراسب نام او در شاهنامه می‌آید وی در پادشاهی کیخسرو شاه بزرگ ایران جنگ‌های درخشانی کرد.
| خبر شد به طوس و به گودرز وگیو |  | به رُهام و گرگین و گردان نیو |
| که دستان به نزدیک ایران رسید  |  | درفش همایونش آمد پدید       |

او همراه کاووس و دیگر پهلوانان به مازندران رفت و گرفتار شد تا رستم آنان را رهانید. در جنگ‌هایی هم که به خونخواهی سیاوش انجام شد حضور داشت. از کارهای مهم او کشتن بارمان تورانی در جنگ دوازده رخ است.*
در شاهنامه رُهام به همراه بسیاری دیگر از پهلوانان پس از عروج کیخسرو به آسمان در توفان برف ناپدید می‌شود.
| چو طوس و چو گودرز کشواد و گیو     |  | چو خراد و گرگین و رهام نیو     |
| به آواز گفتند ما کهتریم           |  | زمین جز به فرمان تو نسپریم     |
| ... برفتند با او بزرگان نیو       |  | چو طوس و چو گودرز و رهام و گیو |
| به زال آنگهی گفت گیو از خدای      |  | همی خواهم آنک او بود رهنمای    |
| ... چو طوس و فریبرز و گودرز و گیو |  | چو رهام و گرگین و فرهاد نیو    |
| برین گونه یک هفته با رود و می     |  | همی رامش آراست کاووس کی        |
| ... چو گودرز با زنگه شاوران       |  | چو رهام و گرگین جنگ‌آوران       |
| گرازه همی شد بسان گراز            |  | درفشی برافراخته هفت یاز        |

### ۲ - داستانسهراب
| هاد از بر رخش رخشنده زین     |  | همی گفت گرگین که بشتاب هین |
| همی بست بر باره رهام تنگ     |  | به برگستوان بر زده طوس چنگ |
| همی این بدان آن بدین گفت زود |  | تهمتن چو از خیمه آوا شنود  |

### ۳-داستان سیاوش
| چو طوس و چو گودرز و گیو دلیر |  | چو شاپور و فرهاد و رهام شیر |
| همه جامه کرده کبود و سیاه    |  | همه خاک بر سر به جای کلاه   |

### ۴-پادشاهی کیخسرو
| درفش از پس پشت او شیر بود |  | که جنگش بگرز و بشمشیر بود  |
| بچپ بر همی رفت رهام نیو   |  | سوی راستش چون سرافراز گیو  |
| پس پشت شیدوش یل با درفشم  |  | زمین گشته از شیر پیکر بنفش |

### ۵- بازور در داستان کاموس کشانی
در شاهنامه، در جریان جنگی از جنگ‌های ایران و توران، پیران از بازور*(جادوگر تورانیان) خواست که بر فراز ِ ستیغ (قُلّه) کوه رفته و به سمت ایرانیان، برف و سرما بفرستد.
بازور با کمک جادویی که می‌دانست، چنین کرد و با غالب شدن برف و سرما بر فراز سپاه ایران، در این سپاه شکست افتاد و نزدیک بود که کار ایران تمام شود.
امّا در این میان، مردی دانش پژوه در سپاه ایران که فردوسی از وی با عنوان ایرانی یاد کرده‌است، تدبیری اندیشید و جایگاه بازور یا محل مخفی شدن وی بر ستیغ کوه را پیدا کرد. آنگاه مرد دانش پژوه، جایگاه بازور افسونگر را به رهام، دلاورمرد ِ سپاه ایران بازنمود و نشان داد.
رُهام به سراغ بازور رفت و به یک ضربت ِ شمشیر، بازوی بازور را که بدان افسونگری می‌کرد، بُرید و بدینسان جادوی او را تباه و بی‌حاصل نمود. 
حکیم فردوسی در شاهنامه، شرح افسونگری بازور را چنین آغاز می‌کند:
| ز ترکان یکی بود بازور نام   |  | به افسون به هرجای گسترده کام |
| ... بجنبید رهام زان رزمگاه  |  | برون تاخت اسپ از میان سپاه   |
| ... چو رهام نزدیک جادو رسید |  | سبک تیغ تیز از میان برکشید   |
| بیفگند دستش بشمشیر تیز      |  | یکی باد برخاست چون رستخیز    |
| ز روی هوا ابر تیره ببرد     |  | فرود آمد از کوه رهام گرد     |

### ۶-رهام در رخج و رخوت
دیگر فرزند نامبردار گودرز «رُهّام» است که در شاهنامه بیشتر؛ با پاژنام «شیر» از وی یاد شده‌است و طبق منابعی همین پهلوان است که نیای بلوچان است.
در یک نامهٔ کهن پهلوی به نام نامکی شَتریهائی اِیران، که صادق هدایت، نخستین بار، آن را با نام «نامه شهرستان‌های ایرانی» به فارسی ترجمه کرد، و اکنون با همین نام، شناخته می‌شود، دربارهٔ رهّام چنین آمده‌است: «فـت‌اضتو: ﴽدوت جخدغم: ک‌تﴽلو ی‌ات لاا ﺔ صدغفق ی‌غفدغ غضلﴽل اج ت‌اا وحت خل‌فدغ ئبک‌خدغیو خل تسه ضت‌اب باغ ی‌ات.
«شتریستانی رَخوت، رَهامی گوترزان کرت، پَت هان گاس کاش اسپورَچ نَر (ی) تور اُوژت، اوش یبْگوخاکان هَچ آنوذ سْتُوْ بکَرت»
که ترجمهٔ آن چنین است:
"شهرستان رَخوت را رهام گودرزان بساخت، بدان جای که اسپورچ پهلوان تورانی را بکشت و یبغوخاقان را از آنجا ستوه کرد (بستوهانید)"
چون در شاهنامه رهام سازندهٔ شهرستان‌های رُخج و رَخوت فرزند گودرز است، پس بلوچان گرامی فرزندان گودرز کشواد اند، و نژاد از کاوهٔ آهنگر برافرازندهٔ درفش کاویانی، (و رهانندهٔ ایرانیان از ستم یکهزارسالهٔ بیگانگان) داراند. و درود بر فرزندان، و شاد؛ روان نیاکان ارجمندشان، که در گسترهٔ تاریخ ایران همواره نگهبان مرزهای این سرزمین میانهٔ جهان بوده‌اند.

### ۷- رهام و اشکش
حکیم فردوسی در بیتی شکوهمند از شاهنامه، از رهام و اشکش چنین یاد کرده‌است:
| چو رهام و چون بیژن ِ تیزچنگ |  | چو اَشکَش همه نامبُردار ِ جنگ |

### ۸-جنگ دوازده رخ
در جنگ دوازده رخ، مبازره یازده تورانی به رهبری پیران و یازده پهلوان ایرانی به رهبری گودرز پدر رهام بود، که رهام پنجمین دلاور بود که با بارمان به نبرد آمد. آنان نخست کمان را بر گرفتند و چون کمانها بر هم شکستند، دست بر شمشیر و آنگاه نیزه بردند و چون هر دو کارآزموده و دلیر بودند، مدتی با هم گشتند تا رهام نیزه‌ای بر ران سوار زد و نیزه از ران او گذشت و به اسب رسید. اسب فرو غلطید و رهام سر رسید و نیزه دیگری بر پشت بارمان زد که او را به کین سیاوش کشت پس آرمان را با سرو پای آویخته بر زین اسب خود بست و به جایگاه نشان آمده و درفشش را بالای کوه برافراشت.
| به پنجم چو رهام گودرز بود   |  | که با بارمان او نبرد آزمود |
| کمان برگرفتند و تیر خدنگ    |  | برآمد خروش سواران جنگ      |
| چو رهام و چون بیژن ِ تیزچنگ  |  | چو اَشکَش همه نامبُردار ِ جنگ  |
| کمانها همه پاک بر هم شکست   |  | سوی نیزه بردند چون باد دست |
| دو جنگی و هر دو دلیر و سوار |  | هشیوار و دیده بسی کارزار   |
| بگشتند بسیار یک بادگر       |  | بپیچید رهام پرخاشخر        |
| یکی نیزه انداخت بر ران اوی  |  | کز اسب اندر آمد بفرمان اوی |
| جدا شد ز باره هم آنگاه ترک  |  | ز اسب اندر افتاد ترک سترگ  |

| ...                           |  | فرزانه و رزم ساز            |
| چو دستان سام و چو گودرز و گیو |  | چو شیدوش و فرهاد و رهام نیو |
| چو طوس و چو رستم یل پهلوان    |  | فریبرز و شاپور شیر دمان     |
| دگر بیژن گیو با گستهم         |  | چو...                       |

### ۹- داستان فرود سیاوش
در داستان فرود سیاوش، رهام و برادر زاده‌اش بیژن، فرود را در جنگی که در اثر بی‌کفایتی و دژراهبری طوس که از دستورها و فرمانهای کیخسرو سرپیچی کرده بود کشتند. این جنگ بی‌دلیل بین ایرانیان از یکسو و فرود و یارانش از سوی دیگر پدید آورده بود.
| دو گفت بهرام سالار طوس        |  | که با اختر کاویانست و کوس     |
| ز گردان چو گودرز و رهام و گیو |  | چو گرگین و شیدوش و فرهاد نیو  |
| چو گستهم و چون زنگهٔ شاوران    |  | گرازه سر مرد کنداوران         |
| ...                           |  | ...                           |
| چو رهام و بیژن کمین ساختند    |  | فراز و نشیبش همی تاختند       |
| ...                           |  | ...                           |
| چو رهام گرد اندر آمد به پشت   |  | خروشان یکی تیغ هندی به مشت    |
| بزد بر سر کتف مرد دلیر        |  | فرود آمد از دوش دستش به زیر   |
| چو از وی جدا گشت بازوی و دوش  |  | همی تاخت اسپ و همی زد خروش    |
| ...                           |  | ...                           |
| ز رهام وز بیژن تیز مغز        |  | نیاید بگیتی یکی کار نغز       |
| هماننگه بیامد سپهدار طوس      |  | براه کلات اندر آورد کوس       |
| ...                           |  | ...                           |
| فریبرز بنهاد بر سر کلاه       |  | که هم پهلوان بود و هم پور شاه |
| ...                           |  | ...                           |
| ازان پس بفرمود رهام را        |  | که پیدا کند با گهر نام را     |
| ...                           |  | ...                           |
| بدو گفت رو پیش پیران خرام     |  | ز من نزد آن پهلوان بر پیام    |
| ...                           |  | ...                           |
| ز پیش فریبرز رهام گرد         |  | برون رفت و پیغام و نامه ببرد  |
| بیامد طلایه بدیدش براه        |  | بپرسیدش از نام وز جایگاه      |
| بدو گفت رهام جنگی منم         |  | هنرمند و بیدار و سنگی منم     |
| ...                           |  | ...                           |
| که رهام گودرز زان رزمگاه      |  | بیامد سوی پهلوان سپاه         |
| بفرمود تا پیش اوی آورند       |  | گشاده‌دل و تازه‌روی آورند       |
| سراینده رهام شد پیش اوی       |  | بترس از نهان بداندیش اوی      |
| چو پیران ورا دید بنواختش      |  | بپرسید و بر تخت بنشاختش       |
| برآورد رهام راز از نهفت       |  | پیام فریبرز با او بگفت        |
| چنین گفت پیران برهام گرد      |  | که این جنگ را خرد نتوان شمرد  |

### ۱۰-داستان کاموس کشانی
کاموس، در شاهنامه، مبارزی کشانی و یکی از امرای زیردست افراسیاب است که در جنگی به همین نام (داستان کاموس کشانی) که بین ایرانیان و تورانیان درگرفت برای یاری کردن به تورانیان شرکت کرد. در این جنگ ابتدا رُهام پسر گودرز از طرف سپاه ایرانیان به مبارزه با کاموس پرداخت ولی بعد از مبارزه تن به تن شکست خورده و به کوه فرار کرد و بعد از آن رستم جلو آمد و کاموس را به مبارزه طلبید و بعد از یک جنگ تن به تن خمّ کمند گرفت و کشت.
| برآویخت رهام با اشکبوس        |  | زمین آهنین شد، سپهر آبنوس   |
| ...                           |  | ...                         |
| رده برکشیده همه یکسره         |  | چو رهام گودرز بر میسره      |
| ...                           |  | ...                         |
| چو شیدوش و رهام و گستهم و گیو |  | زره‌دار خراد و برزین نیو     |
| ...                           |  | ...                         |
| چو رهام گودرز و فرشیدورد      |  | چو شیدوش و لهاک شد هم نبرد  |
| ...                           |  | ...                         |
| چو رهام و شیدوش بر پیش صف     |  | گرازه بکین برلب آورده کف    |
| ...                           |  | ...                         |
| ز روی هوا ابر تیره ببرد       |  | فرود آمد از کوه رهام گرد    |
| ...                           |  | ...                         |
| بجنبید رهام زان رزمگاه        |  | برون تاخت اسپ از میان سپاه  |
| ...                           |  | ...                         |
| چو توس و چو گودرز و گیو دلیر  |  | چو شیدوش و بیژن چو رهام شیر |

| ... دست کرده بکش         |  | بپیش خداوند خورشیدفش            |
| همه همگنان خاک دادند بوس |  | چو رهام و گرگین، چو گودرز و طوس |
| چو خراد با زنگهٔ شاوران   |  | دگر بیژن و گیو و کنداوران       |

### ۱۱- داستانخاقان چین
| ...                       |  | رستم یلان را بخواند            |
| سخنهای بایسته چندی براند  |  | چو طوس و چو گودرز و رهام و گیو |
| فریبرز و گستهم و خراد نیو |  | چو گرگین کارآزموده سوار        |
| چو بیژن فروزندهٔ           |  | ...                            |

### ۱۲-داستان اکوان دیو
| ... گودرز و چون رستم و گستهم |  | چو برزین گرشاسپ از تخم جم  |
| چو گیو و چو رهام کار آزمای   |  | چو گرگین و خراد فرخنده رای |
| چو از روز یک ساعت اندر گذشت  |  | بیامد بدرگاه...            |

### ۱۳-داستان بیژن و منیژه
| ... فرهاد و گیو        |  | چو گرگین میلاد و شاپور نیو |
| شه نوذر آن طوس لشکرشکن |  | چو رهام و چون بیژن رزم‌زن   |
| همه بادهٔ خسروانی به‌دست |  | همه پهلوانان خسروپرست      |
| می اندر قدح چون...     |  | ...                        |

### ۱۴- اندر ستایش سلطان محمود
| ... آنکس که بود او ز تخم زرسب |  | پرستندهٔ فرخ آذر گشسب      |
| دگر بیژن گیو و رهام گرد       |  | کجا شاهشان از بزرگان شمرد |
| چو گرگین میلاد و گردان ری     |  | برفتند یکسر بفرمان کی...  |

### ۱۵- پادشاهی بهرام گور
| … به زاد را              |  | سوم مهربرزین خراد را     |
| چو بهرام پیروز بهرامیان  |  | خزروان رهام با اندیان    |
| یکی شاه گیلان یکی شاه ری |  | که بودند در رای هشیار پی |

### ۱۶- پادشاهی خسرو پرویز
| ... پنداشت کو شد تباه      |  | خروشید و برگشت زان رزمگاه |
| بدو گفت برهام کای جنگجوی   |  | نکشتی مرا سوی خرگه مپوی   |
| تو گفتی سخن باش و پاسخ شنو |  | اگر بشنوی زنده مانی...    |

### ۱۷-داستان رستم و اشکبوس
جنگ جویی که نامش اشکبوس بود وارد میدان شد و مانند طبل بزرگ جنگ، نعره و فریاد می‌کشید.
او به این دلیل وارد میدان جنگ شد که از سپاه ایران حریف بطلبد و او شکست بدهد.
رهام، بلافاصله درحالی که کلاهخود و لباس رزم بر تن داشت به میدان رفت و چنان گرد و خاکی بلند کرد که تا آسمان رفت. رهام با اشکبوس درگیر شد و از طرف هردو سپاه صدای شیپور و طبل بلند شد.
اشکبوس گرز سنگینش را به دست گرفت و زمین برای تحمل او تبدیل به آهن شد و آسمان از ترس تیره و کدر گشت.
رهام هم در برابر اشکبوس گرز سنگینش را بلند کرد اما بعد از جنگ با گرز هردو جنگ جوی از جنگ خسته شدند.
وقتی رهام در برابر اشکبوس ناتوان شد از او روی برگرداند و به سوی کوه (ارتفاعات) فرار کرد.
توس که در مرکز سپاه (فرماندهی) بود از این حرکت رهام خشمگین شد و به اسبش اشاره کرد تا برای جنگ خودش به نزد اشکبوس برود.
تهمتن (رستم) از این حرکت ناراحت شد و به توس گفت که رهام با این آبروریزی باید به باده نوشی روی بیاورد تا آن را فراموش کند.
تو سپاه را نظم بده من، پیاده به جنگ اشکبوس می‌روم.
رستم کمان آمادهٔ شلیک را بر دوشش انداخت و چندتا تیر هم در کمربند خود قرار داد...
و بالاخره اشکبوس توسط رستم شکست خورد و اشکبوس کشانی هم بلافاصله جان داد و مرد چنان که انگاری از مادر زاده نشده بود.
- شاهنامه فردوسی
- زین الاخبار گردیزی، ویرایش عبدالحی حبیبی، ۱۳۶۳ – رویه‌های ۶-۳۰۵
- واژه‌های بلوچی را از دفتر نخست فرهنگ بلوچی نوشتهٔ عبدالغفور جهاندیده
- «نامه شهرستان‌های ایرانی» از صادق هدایت
- پارسی نگاشتهٔ شاهنامهٔ فردوسی، صفحه: ۶۳۲
- پارسی نگاشتهٔ شاهنامه، نگارش: فرانک دوانلو، انتشارات آهنگ قلم، چاپ سوم، ۱۳۸۷

## روایات متفرقه

### در کتاب شهرهای ایران
به نظر یوزف مارکوارت خاورشناس سرشناس آلمانی (در کتاب شهرهای ایران ترجمه احمد تفضلی ص۸۴) احتمالاً انتساب بنیان رخد به رهام به سبب تشابه دو اسم و براساس اشتقاق عامیانه بوده‌است.
و همچنین در فرهنگها و تاریخهای متأخر بر اثر نفوذ اساطیر سامی و خلط آن با اساطیر ایرانی کارهای دیگری نیز به رُهام نسبت داده شده‌است. خلاصهٔ آن در زیر می‌آید:
رُهام نام پسر گودرز است و بعد از کیخسرو به ملازمت لهراسب شاهنشاه ایران معزز بوده از جانب او به حکومت ری و اسپهان (اصفهان) تا حدود شوشتر و اهواز ممتاز شد و حکمرانی همدان را به داریوش فارسی داده و او را بر سر پادشاهان کلدانیون که در بابل تا ارمن و عمان حکمران بودند فرستاد. وی بلشازار حاکم را کشت و آن ولایت را مسخر کرده و به حکم شاه سلطنت بابل تا بیت‌المقدس به وی مفوض شد. چون لهراسب به سعی دانیال دین موسوی داشت و رعایت بنی اسرائیل می‌نمود از نو بیت المقدس و مسجد الاقصی را آباد کرد و خرابیهای بخت النصر را تعمیر نمود.* رهام از شجاعان گیتی بود و ذر زمان کیخسرو جنگ‌های مردانه نمود.

### برهان - فرهنگ جهانگیری
پسر گودرز که در جنگ دوازده رخ بارمان را کشت.

### انجمن آرا- آنندراج
نام پسر گودرز و بعد از کیخسرو به ملازمت لهراسب، شاهنشاه ایران معزز بوده و از جانب او به حکومت ری و اسپهان و فارس تا حدود شوشتر و اهواز ممتاز شد و حکمرانی همدان را به داریوش فارسی داده و او را بر سر پادشاهان کلدانیون که در بابل تا ارمن و عمان حکمران بودند، فرستاد. وی بلشازار حاکم را کشت و آن ولایت را مسخر کرد و به حکم شاه سلطنت بابل تا بیت المقدس به وی مفوض شد. چون لهراسب به سعی دانیال علیه السلام دین موسوی داشت و رعایت بنی اسرائیل می‌نمود از نو بیت المقدس و مسجد اقصی را آباد کرد و خرابیهای بخت النصر را تعمیر نمود. رهام از شجاعان گیتی بود و در زمان کیخسرو جنگ‌های مردانه نمود.

### کتاب محاسن اصفهان
دراین کتاب ابومسلم خراسانی (یکی از مبارزان ایرانی علیه حکومت اعراب و امویان) با عنوان ابواسحاق ابراهیم بن عثمان بن بشار بن شیدوش پسر گودرز دانسته‌اند و در کتاب محاسن اصفهان (تألیف مفضل بن سعد ما فروخی اصفهانی) وی از نوادگان رهام پسر گودرز از پهلوانان بزرگ شاهنامه شمرده شده‌است.

### ویس ورامین
رهام نام قهرمان آذربایجانی است که از خاندان اصیل ایرانی بوده‌است نژادش به کیانیان باز می‌گردد.
و اسعدی گرگانی در منظومه ویس ورامین می‌گوید:

#### آغاز داستان ویس و رامین
| … از خراسان و کهستان       |  | ز شیراز و صفاهان و دهستان |
| چو بهرام و رهام اردبیلی    |  | گشسپ دیلمی شاپور گیلی     |
| چو کشمیریل و چون نامی آذین |  | چو ویروی دلیر و گرد …     |

| ز هر شهری سپه داری و شاهی   |  | ز هر مرزی پری رویی و ماهی  |
| گزیده هر چه در ایران بزرگان |  | از آذربایگان وز ری و گرگان |
| چو بهرام و رهام اردبیلی     |  | گشسب دیلمی شاهپور گیلی     |

#### بر داشتن رامین گنج موبد را گریختن به دیلمان
| ... فرمانش را طاعت نمودند    |  | چو کشمیر چو آذین و چو ویرو |
| چو بهرام و رهام و سام و گیلو |  | شهان دیگر از هر جایگاهی    |
| فرستادند رامین را سپاهی      |  | چنان شد لشکر رامین...      |

#### نشستن رامین بر تخت شهنشاهی
| ... به آمل بود خرم          |  | دمادم زد همی رطل دمادم |
| پس آنگه داد طبرستان به رهام |  | جوانمرد نکوبخت نکونام  |
| به ایران در نژاد او کیانی   |  | بزرگی در نژادش باستانی |

### قصاید قاآنی
-قاآنی قصاید قصیدهٔ شمارهٔ ۴۸
در مدح شاهزادهٔ رضوان و ساده شجاع السلطنه حسنعلی میرزا طاب ثراه فرماید.
| ... ناورد کلاه از سر گرشاسب، ربود |  | درگه کینه سنان از کف رهام گرفت   |
| مهر چه افزود فلک قیمت کالای هنر   |  | مشتری شد وی و از مجمع هنگام گرفت |

-قصیدهٔ شمارهٔ ۲۳۵
در ستایش پادشاه رضوان جایگاه محمد شاه غازی طاب اللّه ثراه گوید.
| جمجاه محمّد شه غازی که ز سهمش |  | سهراب گریزد ز صف جنگ چو رهام |
| از عیب هنر آرد بی منت اعجاز  |  | از غیب خبر دارد بی‌زحمت الهام |

-قصاید قصیدهٔ شمارهٔ ۲۳۶
در ستایش پادشاه رضوان جایگاه محمد شاه غازی طاب ثراه گوید.
| چو گیرد خنجر کین روز ناورد      |  | گریزد رستم از چنگش چو رهام    |
| به گیتی بسکه ماند از نیزه‌اش رسم |  | به‌گیهان بسکه رفت از سطوتش نام |

### در گشسب نامه
در گشسب نامه که شاعر آن گمنام مانده چهارصد پهلوان ایرانی، از جمله رهام و برادرش گیو، توس و زنگنه شاهوران به خواستگاری بانوگشسب (دختر رستم دستان که یکی از پهلوانان اساطیری زن ایران است) می‌روند و در آزمایشی به تدبیر رستم تنها گیو (برادر رهام) خود را شایستهٔ همسری او نشان می‌دهد. اما او در همان آغاز ازدواج دست و پای شوی را می‌بندد و به گوشه‌ای می افکند، تا اینکه به وساطت رستم با او از در آشتی در می‌آید.
در آن منظومه هر کدام از پهلوانان از جمله رُهام، هم داستان مخصوص به هود با دختر رستم دارد.
منابع:
- یوزف مارکوارت خاورشناس سرشناس آلمانی (در کتاب شهرهای ایران ترجمه احمد تفضلی ص۸۴)
- ویسو رامین فخرالدین اسعد گرگانی
- منظومه گشسب نامه

## ابیات پیرامون رهام

### فردوسی
پهلوان رهام در داستانهای کاموس کشانی، جنگ دوازده رخ، داستان خاقان چین و داستان فرود سیاوش در شاهنامه فردوسی ذکر شده‌است که برخی ابیات این داستانها به قرار ذیل می‌باشد.
| چو طوس و چو گودرز و گیو دلیر |  | چو شاپور و فرهاد و رهام شیر |

| به پنجم چو رهام گودرز بود |  | که با بارمان او نبرد آزمود |

| چنین گفت رستم به رهام شیر |  | که ترسم که رخشم شد از کارسیر |

| چو بهرام و رهام گردن فراز |  | چو شیدوش شیراوژن رزم ساز |

| بجنبید رهام زان رزمگاه |  | برون تاخت اسپ از میان سپاه |

| ز روی هوا ابر تیره ببرد       |  | فرود آمد از کوه رهام گرد       |
| چو رهام و شیدوش بر پیش صف     |  | گرازه بکین برلب آورده کف       |
| برآویخت رهام با اشکبوس        |  | برآمد ز هر دو سپه بوق و کوس    |
| چنین داد رهام پاسخ بدوی       |  | که‌ای نامور گرد پرخاشجوی        |
| به رهام و گرگین و گردان نیو   |  | که دستان به نزدیک ایران رسید   |
| همی بست بر باره رهام تنگ      |  | به برگستوان بر زده طوس چنگ     |
| چو رهام و گرگین جنگ آوران     |  | گرازه همی شد بسان گراز         |
| برفتند با او بزرگان نیو       |  | چو طوس و چو گودرز و رهام و گیو |
| خبر شد به طوس و به گودرز وگیو |  | به رُهام و گرگین و گردان نیو    |

رجوع به شاهنامهٔ فردوسی و مجمل التواریخ و القصص ص ۵۰ و۹۱ و ۹۲ و ۳۱۵ و ۴۳۶ و ایران در زمان ساسانیان ص ۸۵ شود.

### سوزنی
| گه سخاوت معن است و حاتم و افشین |  | گه شجاعت رهام و رستم و بیژن |

### فخرالدین اسعد گرگانی
| ز هر شهری سپه داری و شاهی   |  | ز هر مرزی پری رویی و ماهی  |
| گزیده هر چه در ایران بزرگان |  | از آذربایگان وز ری و گرگان |
| چو بهرام و رهام اردبیلی     |  | گشسب دیلمی شاهپور گیلی     |

| بزرگانی که پیرامنش بودند    |  | همه فرمانش را طاعت نمودند    |
| چو کشمیر چو آذین و چو ویرو  |  | چو بهرام و رهام و سام و گیلو |
| شهان دیگر از هر جایگاهی     |  | فرستادند رامین را سپاهی      |
| … از خراسان و کهستان        |  | ز شیراز و صفاهان و دهستان    |
| چو بهرام و رهام اردبیلی     |  | گشسب دیلمی شاهپور گیلی       |
| یکی هفته به آمل بود خرم     |  | دمادم زد همی رطل دمادم       |
| پس آنگه داد طبرستان به رهام |  | جوانمرد نکوبخت نکونام        |
| به ایران در نژاد او کیانی   |  | بزرگی در نژادش باستانی       |

## تبارنامه
|  |  |  |  |  |  |      |      |      |      |      |      |  |  |  |  |       |       |       |       |       |       | کشواد |  |  |  |       |       |       |       |       |       |  |  |      |      |      |      |      |      |  |  |  |  |  |  |
|  |  |  |  |  |  |      |      |      |      |      |      |  |  |  |  |       |       |       |       |       |       |       |  |  |  |       |       |       |       |       |       |  |  |      |      |      |      |      |      |  |  |  |  |  |  |
|  |  |  |  |  |  |      |      |      |      |      |      |  |  |  |  |       |       |       |       |       |       | گودرز |  |  |  |       |       |       |       |       |       |  |  |      |      |      |      |      |      |  |  |  |  |  |  |
|  |  |  |  |  |  |      |      |      |      |      |      |  |  |  |  |       |       |       |       |       |       |       |  |  |  |       |       |       |       |       |       |  |  |      |      |      |      |      |      |  |  |  |  |  |  |
|  |  |  |  |  |  |      |      |      |      |      |      |  |  |  |  |       |       |       |       |       |       |       |  |  |  |       |       |       |       |       |       |  |  |      |      |      |      |      |      |  |  |  |  |  |  |
|  |  |  |  |  |  |      |      |      |      |      |      |  |  |  |  |       |       |       |       |       |       |       |  |  |  |       |       |       |       |       |       |  |  |      |      |      |      |      |      |  |  |  |  |  |  |
|  |  |  |  |  |  | گیو  | گیو  | گیو  | گیو  | گیو  | گیو  |  |  |  |  | رهام  | رهام  | رهام  | رهام  | رهام  | رهام  |       |  |  |  | بهرام | بهرام | بهرام | بهرام | بهرام | بهرام |  |  | هجیر | هجیر | هجیر | هجیر | هجیر | هجیر |  |  |  |  |  |  |
|  |  |  |  |  |  | گیو  | گیو  | گیو  | گیو  | گیو  | گیو  |  |  |  |  | رهام  | رهام  | رهام  | رهام  | رهام  | رهام  |       |  |  |  | بهرام | بهرام | بهرام | بهرام | بهرام | بهرام |  |  | هجیر | هجیر | هجیر | هجیر | هجیر | هجیر |  |  |  |  |  |  |
|  |  |  |  |  |  | بیژن | بیژن | بیژن | بیژن | بیژن | بیژن |  |  |  |  | فرهاد | فرهاد | فرهاد | فرهاد | فرهاد | فرهاد |       |  |  |  |       |       |       |       |       |       |  |  |      |      |      |      |      |      |  |  |  |  |  |  |